# Béla Juhos
Béla Juhos (* 22. November 1901, Wien; † 27. Mai 1971 ebenda) war ein ungarisch-österreichischer Philosoph und Mitglied des Wiener Kreises.

## Leben
Juhos wurde am 22. November 1901 in Wien geboren und entstammte einer kleinadligen ungarischen Familie. Sein Vater war ein ungarischer Geschäftsmann und Unternehmer mit Eisengroßhandlungen in Wien und Budapest. Juhos besuchte in Budapest die Grundschule und wuchs in ungarischer Sprache auf. 1909 kam er wieder nach Wien, erlernte die deutsche Sprache und absolvierte das Realgymnasium.
Juhos studierte Mathematik, Physik und Philosophie an der Universität Wien. 1926 promovierte er bei Moritz Schlick mit einer Dissertation zum Thema „Inwieweit ist Schopenhauer der Kant’schen Ethik gerecht geworden?“. Von Beginn des Schlick-Zirkels 1924 bis zu seiner Auflösung 1936 nach der Ermordung Schlicks nahm Juhos an den Treffen des Wiener Kreises teil.
Aufgrund seiner wirtschaftlichen Unabhängigkeit konnte Juhos die Zeit des Zweiten Weltkriegs als Privatgelehrter in Wien verbringen – unterbrochen durch seinen Militärdienst 1942–1944.
Juhos war zusammen mit Victor Kraft das einzige Mitglied des Wiener Kreises, das sich während des Zweiten Weltkriegs in Wien aufhielt und nach dem Krieg weiter hier wirkte. 1948 habilitierte sich Juhos bei Victor Kraft mit der Arbeit „Die Erkenntnis und ihre Leistung“ zum Privatdozenten für Theoretische Philosophie. 1955 erhielt Juhos den Titel des außerordentlichen Professors, hatte jedoch keine feste Stelle am Philosophischen Institut inne, sodass sein Wirkungskreis beschränkt blieb.
Juhos starb am 27. Mai 1971 in Wien.

## Werke (Auswahl)
- Inwieweit ist Schopenhauer der Kantischen Ethik gerecht geworden? Phil.Diss. Wien 1926.
- Über die Grundlagen der Gewißheit des reinen Denkens, Wien 1928.
- Erkenntnisformen in Natur- und Geisteswissenschaften, Leipzig: Pan Verlag 1940.
- »Empirische Sätze und logische Konstanten«, in: The Journal of Unified Science 8/5–6, 1940, S. 354–360.
- Die Erkenntnis und ihre Leistung, Wien: Springer Verlag 1950.
- Elemente der neuen Logik, Frankfurt-Wien 1954.
- Das Wertgeschehen und seine Erfassung, Meisenheim am Glan: Verlag Anton Hain 1956.
- Welche begrifflichen Formen stehen der empirischen Beschreibung zur Verfügung?, in: Probleme der Wissenschaftstheorie. Festschrift für Victor Kraft. Wien: Springer-Verlag 1960.
- Die erkenntnislogische Grundlagen der klassischen Physik (zusammen mit Hubert Schleichert), Berlin: Duncker & Humblot 1963.
- Die erkenntnislogischen Grundlagen der modernen Physik, Berlin: Duncker&Humblot 1967.
- Wahrscheinlichkeit als Erkenntnisform (zusammen mit Wolfgang Katzenberger), Berlin: Duncker & Humblot 1970.
- »Drei Quellen der Erkenntnis«, in: Zeitschrift für philosophische Forschung 26/3, 1970, S. 335–347.
- »Geometrie und Wahrscheinlichkeit«, in: Zeitschrift für philosophische Forschung 25/4, 1971, S. 500–510.
- »Formen des Positivismus«, in: Journal for General Philosophy of Science 2/1, 1971, S. 27–62.
- Selected Papers on Epistemology and Physics, hg. und mit einem einleitenden Essay von Gerhard Frey, Dordrecht-Boston: Reidel 1976. (Enthält eine vollständige Bibliographie der Werke Juhos'.)